# Gjallarhornet
Gjallarhornet (eller Gjallerhornet) er i nordisk mytologi den kæmpelur eller horn, der bliver associeret med guden Hejmdal og den vise Mimer. Lyden af Hejmdals horn vil lyde til Ragnarok for at advare aserne om at jætterne kommer og det kan høres over hele verden. Mimers drikkehorn er også blevet nævnt som Gjallerhornet. Gjallerhornet beskrives i Yngre Edda der er skrevet i 1200-tallet af Snorre Sturlason.

## Arkæologiske fund
På et stenkors på Isle of Man, er der afbildet en figur med et stort horn, som han holder til munden og et sværd i bæltet. Forskere mener, at dette kan være Hejmdal med Gjallarhornet.
Gosforthkorset, der er fremstillet i 900-tallet, og som står i Gosforth i Cumbria, England, viser en figur med et horn i den ene hånd og et sværd i den anden som holdes op mod to åbenmundede bæster. Figuren er ofte blevet tolket som værende Hejmdal med Gjallarhornet.

## Teprier og tolkningener
Forskeren Rudolf Simek har kommenteret at brugen af horn både som musikisntrument og som drikkekop ikke nødvendigvis er mærkelig, og at dette koncept også ses i den legendariske fortælling om den oldfranske helt Rolands horn, Olifant. Simek skriver at hornet er blandt de ældste germanske musikinstrumenter, sammen med luren, og ses i arkæologiske fund (som Guldhornene fra 400-tallet i Danmark) der synes at have haft en hellig funktion fremstillet udelukkende af religiøse årsager af germanerne. Dette kan derfor forstås som versioner af Hejmdals Gjallarhorn, der kan dateres tilbage til jernalderen.

## I populærkulturen
I tredje bind af den danske Valhalla-tegneserie, Odins væddemål (1982), overtager Odins to brødre Vile og Ve kommandoen i Asgård og flytter til asernes forfærdelse Gjallarhornet til Valhal, hvor det ikke kan gøre nogen nytte, da jætterne jo ville være over broen før der bliver blæst i hornet.